# Xã Tioga, Quận Tioga, Pennsylvania
Xã Tioga (tiếng Anh: Tioga Township) là một xã thuộc quận Tioga, tiểu bang Pennsylvania, Hoa Kỳ. Năm 2010, dân số của xã này là 991 người.